# Iberochondrostoma lemmingii
Iberochondrostoma lemmingii là một loài cá vây tia thuộc họ Cyprinidae. Chúng là một trong số các loài được xếp vào chi mới được đề nghị gần đây Iberochondrostoma. Loài này có ở Bồ Đào Nha và Tây Ban Nha.
Môi trường sống tự nhiên của chúng là sông ngòi và sông có nước theo mùa. Loài này hiện đang bị đe dọa vì mất môi trường sống.